# Uerethekau

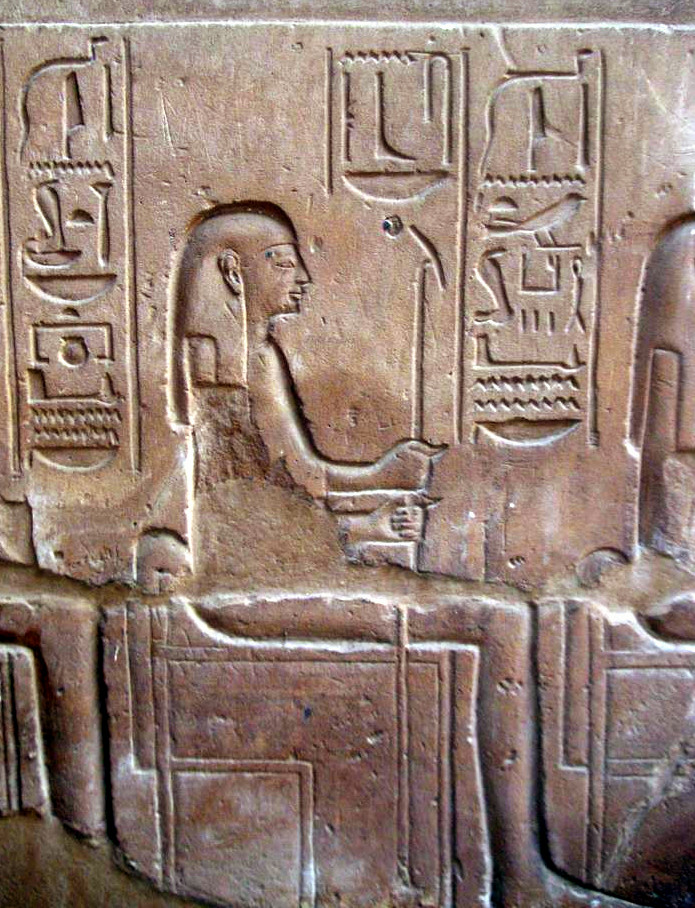
Rilievo di Uerethekau risalente al regno di Ramses II. Tempio di Luxor.

Uerethekau (anche Urthekau e Ueret Hekau) è una divinità egizia appartenente alla religione dell'antico Egitto. Era la dea che personificava i poteri soprannaturali: Ueret Hekau significa "Grande nella magia" o "Grande Incantatrice".

## Caratteristiche
Divinità dalle caratteristiche protettive e rassicuranti, Uerethekau era sovente raffigurata su oggetti destinati ai corredi funerari, soprattutto su armi che permettessero al defunto di difendersi dai pericoli del mondo dei morti; il suo nome compare anche su particolari coltelli in avorio utilizzati come amuleti dalle donne incinte e partorienti.
Il suo potere era strettamente connesso alle corone dei faraoni, e in qualità di patrona delle corone regali era raffigurata come serpente o donna dalla testa leonina. I "Testi delle piramidi", dell'Antico Regno, la associano esplicitamente alle corone e all'ureo che le sormonta. Come sposa di Ra-Horakhti, invece, compariva con il capo sormontato dal disco solare. Uerethekau era anche un epiteto comune a varie dee fra cui Iside, Sekhmet, Mut e altre.